# シェラトングランドホテル広島
シェラトングランドホテル広島（シェラトングランドホテルひろしま）とは、広島県広島市にあるホテルである。マリオット・インターナショナル（開業当時はスターウッド・ホテル&リゾート）の1つである。旧シェラトンホテル広島で、2016年6月10日より現名称。

## 概要
JR西日本広島駅新幹線口の再開発プロジェクト「若草町地区第一種市街地再開発事業」により開発されたアクティブインターシティ広島内に所在。
9階以上に238室（スイート5室を含む）の客室がある。20階・21階（最上階）はクラブフロアとなっており、20階にクラブラウンジを設けている。4つのレストランとバー、宴会場、チャペル、スパ、プール、フィットネス施設等も備えている。
低層部に商業施設、その上部に婚礼・宴会施設が位置する構造のため、フロント・ロビーは6階に置かれている。

## 沿革
- 2011年3月28日開業
- 2016年6月10日 - シェラトンブランド内で、ワンランク上のカテゴリーとなるシェラトングランドに認定され、「シェラトンホテル広島」から「シェラトングランドホテル広島」に名称変更[1]。

## 設備
- オールデイダイニング「ブリッジ」
- 日本食「雅庭」
- 雅庭バー
- ロビーラウンジ
- チャペル、各種挙式/宴会場
- テラス/喫煙エリア
- クラブラウンジ
- スパ「Sheraton Shine Spa」
- 室内プール
- フィットネスジム
- ビジネスセンター
- 外貨両替コーナー

## 交通アクセス
- 鉄道
  - JR広島駅下車、徒歩約1分。
- 自動車
  - 山陽自動車道広島インターチェンジより祇園新道経由または、広島東インターチェンジより広島高速1号線を経由し、それぞれ約20分。
- 飛行機
  - 広島空港より、エアポートリムジンにて約45分。